# Station Ejby
Station Ejby is een spoorwegstation in Ejby in de Deense gemeente  Middelfart. Het station ligt aan de spoorlijn van Nyborg naar Fredericia, de hoofdverbinding tussen Kopenhagen en Jutland. 
Ejby kreeg een station in 1865. Het oorspronkelijke stationsgebouw is nog aanwezig maar niet meer als station in gebruik. Voor de reiziger is er een abri en een kaartenautomaat.
Het station wordt bediend door de stoptrein tussen Odense en Fredericia.